# 武原街道
武原街道是中华人民共和国浙江省嘉兴市海盐县下辖的一个街道办事处。

## 行政区划
武原街道下辖以下村级行政区划单位：
百可社区、城北社区、枣园社区、虹桥社区、文昌社区、南门社区、蒋家桥社区、朝阳社区、天宁寺社区、建新社区、河滨社区、宜家社区、核电新村社区、核电南苑社区、枫叶社区、二二社区、二三社区、东门社区、盐北社区、城南社区、小曲社区、首荡村、城北村、明珠村、联丰村、君原村、富亭村、建新村、南环村、大刘村、金星村、华星村、双桥村、南洋村、红益村、城西村、盐东村和黄家堰村。